# Korongállatkák
A korongállatkák (tudományos név: Placozoa, szó szerint: „lapos állatok”) tengeri, szabadon élő egyszerű állatokból álló törzs. A korongállatkák sejthalmazszerű állatok, testrészek és szervek nélkül. A vízben csillók segítségével mozognak, fagocitózissal táplálkoznak, kettéhasadással vagy csírázással szaporodnak, és „a Föld legegyszerűbb állataiként” írták le. Szerkezeti és molekuláris analízis igazolta, hogy bazális állatok, egyszerű állattörzset alkotva.
Az első ismert korongállatkát, a Trichoplax adhaerenst 1883-ban fedezte fel Franz Eilhard Schulze, német zoológus. Az egyediséget leírva a szintén német Karl Gottlieb Grell 1971-ben új törzset hozott létre, a Placozoát. Több mint egy évszázadig monotipikus törzsnek gondolták, azonban 2018-tól új fajok kerültek be. Eddig három további fajt írtak le: a Hoilungia hongkongensist (2018), a Polyplacotoma mediterraneát (2019), amely a legbazálisabb, valamint a Cladtertia collaboinventát (2022). 1 lehetséges fosszilis faja van, a középső triászbeli Maculicorpus microbialis.

## Történet
A Trichoplaxot 1883-ban írta le Franz Eilhard Schulze, német zoológus sós vízi akváriumban a Grazi Zoológiai Intézetnél. A génusz neve a hajszálat jelentő görög θρίξ (thrix) és a korongot jelentő πλάξ (plax) szavakból származik. A fajjelző adhaerens jelentése „ragadós”, mely a vizsgálatakor használt üvegeszközök falaihoz tapadását jelzi. Schulze rájött, hogy az állat nem lehet leírt törzs tagja, és az egyszerű szerkezeten és viselkedésen alapulva 1891-ben kijelentette, hogy egy korai metazoonról van szó. Ő írta le a kettéhasadásos szaporodását, a sejtrétegeit és a mozgását is.
1893-ban Francesco Saverio Monticelli, olasz zoológus egy másik állatot is leírt, melynek példányait Nápolyból gyűjtötte be, és melyet Treptoplaxnak nevezett. A fajt Treptoplax reptansnak nevezte el 1896-ban. Azonban Monticelli nem őrizte meg őket, és nem találtak további példányokat, ami kétségessé tette az azonosítását, és elutasították a fajt.
Schulze leírását vitatták más zoológusok. Például 1890-ben F. C. Noll azt mondta, hogy az állat laposféreg (Turbellaria) volt. 1907-ben Thilo Krumbach közzétett egy hipotézist, miszerint a Trichoplax nem egy különálló állat, hanem a Hydrozoa csoportba tartozó Eleutheria krohni lárvájának egy formája. Bár ezt Schulze és társai cáfolták, Krumbach feltételezése került be a tankönyvekbe, és a zoológiai folyóiratok az 1960-as évekig nem közöltek semmit a Trichoplaxról.
Az elektronmikroszkópia fejlődése a 20. század közepén lehetővé tette a szervezetek sejtes részeinek részletes megfigyelését, ami 1966-tól ismét érdeklődést keltett a Trichoplax iránt. A legfontosabb leírásokat Karl Gottlieb Grell, a Tübingeni Egyetem dolgozója közölte 1971-től. Ekkor Grell Schulze feltételezését, mely szerint az állatok egyediek, megújította, és létrehozott egy új törzset, a Placozoát. Grell a nevet a plakula-hipotézisből, Otto Bütschli az állatok eredetéről szóló hipotéziséből választotta.

## Biológiája

A Trichoplax adhaerens keresztmetszete: 1: lipidcsepp, 2: csilló, 3: dorzális sejtréteg, 4: vakuólum, 5: szincítium, 6: mirigysejt, 7: vakuólum, 8: ventrális sejtréteg, 9: sejtközi érintkezési zónák

A korongállatkáknak az amőbákhoz hasonlóan nincs jól definiált testalakjuk. Andrew Masterson megfogalmazásában: „a lehető legközelebb vannak ahhoz, hogy egyszerűen kis élő cseppek legyenek”. Egyedeik mintegy 0,55 mm átmérőjűek. Nincsenek testrészek – ahogy Michael Eitel, kutató leírta: „Nincs szájuk, hátuk vagy idegsejtjeik, semmi”.
A korongállatkák testében csak három anatómiai rész van szövetrétegben: a felső, a középső és az alsó epitélium. Legalább hat különböző sejttípus van. A felső epitélium a legvékonyabb, és gyakorlatilag csillós, felszín alatti sejttestű lapos sejtekből áll. A szélükön elszórtan kristálysejtek találhatók. Néhány sejt különösen sok mitokondriummal rendelkezik. A középső réteg a legvastagabb, és számos rostsejt építi fel, mely mitokondriális komplexeket, vakuólumokat és endoszimbionta baktériumokat tartalmaz az endoplazmatikus retikulumban. Az alsó epitélium számos egycsillós hengeres sejtből áll néhány endokrin mirigysejttel és lipofil sejtekkel együtt. Minden lipofil sejt számos közepes granulát tartalmaz, melyek egyike szekréciós.
A Hoilungia és a Trichoplax testtengelyei nagyon hasonlítanak a csalánozók – a hozzájuk legközelebb álló törzs – orális–aborális tengelyére, Szerkezetileg nem különböztethetők meg más korongállatkáktól, így az azonosítás pusztán genetikai (mtDNS-) alapú. Genomszekvenálással bizonyították, hogy egyes fajoknak vannak bizonyos egyedi és bizonyos egyedileg hiányzó génjeik.
A Trichoplax kis (mérete körülbelül 1 mm), lapos állat. Amorf többsejtű test, melynek hasonlóan az amőbákhoz, nincs szabályos körvonala, de az alsó felszín kissé konkáv, a felső mindig lapos. Egyszerű epitéliumból álló külső rétegből áll, mely egy csillagsejtekből álló laza réteget vesz körül, mely egyes összetettebb állatok mezenchimájához hasonlít. Az epitélsejtek csillósak, melyeket az állat használ a tengerfenéken haladáshoz. Az alsó felszín kis holtszervesanyag-részecskéket kebelez be, melyeket az állat megeszik. Minden korongállatka képes ivartalan szaporodásra kisebb egyedek csírázásával, és az alsó felszín is helyezhet a mezenchimába petéket. Egy korongállatkakládban ismert az ivaros szaporodás előfordulása, melynek H8 törzséről kiderült, hogy a Cladtertia génuszba tartozik, és ahol genetikai rekombinációt és az ivaros szaporodás további jeleit is megfigyelték.
Néhány Trichoplax-fajban endoszimbionta Rickettsiales-baktériumok vannak.
A legalább 20 leírt faj egyikéről kiderült, hogy két endoszimbionta baktériumfaja van: az egyik az endoplaszmatikus retikulumban élő Grellia, mely feltehetően a fehérje- és membránképzésben játszik szerepet, a másik az elsőként leírt Margulisbacteria, mely az algaemésztésre használt sejtekben él. Feltehetően az algák zsírjaival és más lipidjeivel táplálkozik, és gazdájának vitaminokat és aminosavakat ad.

Korongállatkák eloszlása a Földön

A korongállatkák jelentős evolúciós radiációt mutatnak a nátriumcsatornák tekintetében, melyekből 5–7 különböző fajta van, több, mint más eddig tanulmányozott gerincteleneknél.
Három különböző populációdinamikai módszert alkalmaztak élelemforrástól függően, beleértve a társas viselkedést, a morfogenezist és a reprodukciós módszereket.
A hasadáson kívül mindegyik faj példányai létrehoztak „rajokat” (vegetatív szaporodási állapot), melyek az alsó epitéliumból is létrejöhetnek nagyobb sejttípus-diverzitással.
Tanulmányok szerint kristálysejtjeik aragonitkristályai sztatolitként működnek, így a gravitációt használhatja térbeli tájékozódásra.
Felül kis sötét göbök vannak, melyek védekező mechanizmusként működhetnek ragadozó általi támadáskor, ez azt paralizálhatja. Egyes mérgeskígyók méreggénjeihez hasonló géneket találtak a Trichoplax adhaerensben.

## Evolúciós kapcsolat
Nincs meggyőző fosszília korongállatkákról, azonban az ediakara-fauna (550 Ma) Dickinsonia csoportja hasonlíthat a korongállatkákra. Knaust 2021-es tanulmánya korongállatka-fosszíliákról számolt be mikrobialitba ágyazva a középső triász Muschelkalkban (Németország).
Hagyományosan az osztályozás szerveződési szintjükön alapult – nincsenek szöveteik vagy szerveik. Azonban ez lehet másodlagos veszteség eredménye is, ezért nem lehet kivenni őket az összetettebb állatokkal való kapcsolatokból. A későbbi, genomszekvenáláson alapuló munka a törzset a szivacsok és az Eumetazoa közé helyezte.
Egy ilyen tulajdonságszegény törzsnél a molekuláris adatok adják a legmegbízhatóbb közelítést a korongállatkák törzsfejlődéséről.
A filogenetikai fán lévő pontos helyük fontos információt adhat a neuronok és izmok eredetéről. Ha ezek hiánya a korongállatkák eredeti jellemzője, az azt jelenti, hogy az idegek és izmok háromszor fejlődtek ki, ha a korongállatkák a csalánozókkal alkotnak testvércsoportot: egyszer a Ctenophoránál, egyszer a csalánozóknál és egyszer a kétoldali szimmetriájú állatoknál. Ha a csalánozók és a kétoldali szimmetriájú állatok különválása előtt váltak ki, a neuronok és izmok eredete a két utóbbi csoportban azonos lenne.

### Funkciós morfológiai hipotézis

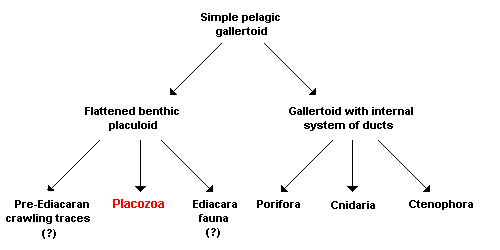
A korongállatkák származása a szivacsokkal, csalánozókkal és a Ctenophorával összehasonlítva a differenciáció folyamatai szerint

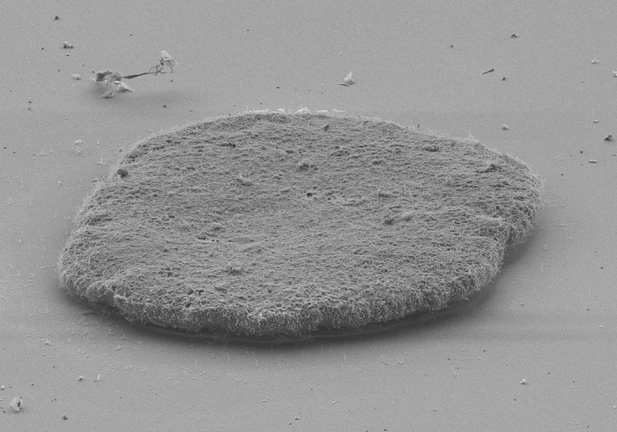
Egy korongállatka kis, lapos állat, általában mintegy 1 mm hosszú és 25 µm vastag. Az amőbákhoz hasonlóan külső alakjuk folyamatosan változik. Továbbá néha előfordulhat, hogy gömbölyűek, mely megkönnyíti mozgásukat. Nincsenek bennük szövetek vagy szervek, sem meghatározó testi szimmetria, ezért nem különböztethető meg az elülső a hátulsótól vagy a bal oldaluk a jobbtól. Néhány ezer, legalább hat típusban és három rétegben előforduló sejtből állnak.

Egyszerű struktúrájuk miatt a korongállatkákat gyakran tekintették az egysejtűektől a többsejtű állatok felé való átmenet modelljeként, így a szövetes állatok testvértaxonjaként tekintik:
|  | Placozoa                                                                  |
|  |                                                                           |
|  | \| \| Porifera \| \| \| \| \| \| Szövetes állatok (Eumetazoa) \| \| \| \| |
|  |                                                                           |
|  | Porifera                                                                  |
|  |                                                                           |
|  | Szövetes állatok (Eumetazoa)                                              |
|  |                                                                           |

|  | Porifera                     |
|  |                              |
|  | Szövetes állatok (Eumetazoa) |
|  |                              |

Egy funkciós morfológiai modell szerint a legtöbb állat egy gallertoid – egy szabadon élő (pelágikus), egyetlen csillós sejtekből álló és a bazális sík által összetartott rétegből álló gömb – leszármazottja. A gömb belseje kontraktilis rostokból és zselészerű sejtközi állományból állt. Mind a korongállatkák, mind minden más állat e többsejtű kezdeti állapot leszármazottja két különböző folyamat révén:
- Az epitélium behorpadása belső csőrendszer létrejöttéhez vezetett, mely módosult gallertoidok létrejöttét okozta, melyből a szivacsok, a csalánozók és a Ctenophora kifejlődött.
- Más gallertoidok a modell szerint egy idő után bentikus életmódra váltottak – élőhelyük a nyílt vízről a tengerfenékre került át. Ez a lapos élőlények számára szelektív előnyt jelent, ahogy számos bentikus faj esetén látható.

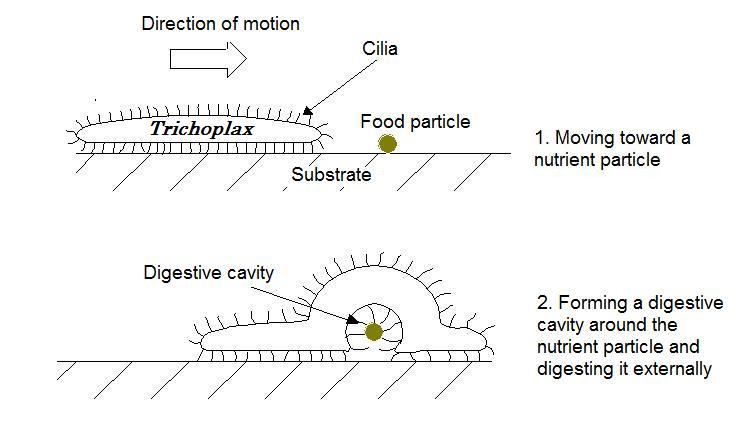
A Trichoplax adhaerens külső emésztése és táplálkozása

Míg az étel, lehetséges szexuális partnerek vagy ragadozók észrevétele hasonlóan működik minden irányba a szabadon lebegő állatok esetén, egyértelmű különbség van a tengerfenéken a szubsztrát felé és attól elvezető oldalak közt, így az érzék-, védekező és ételgyűjtő sejtek a szubsztrátra merőleges iránynak megfelelően differenciálódnak és tájékozódnak. A funkciós–morfológiai modell szerint a korongállatkák és lehet, hogy számos hasonló fosszilis élőlény egy ilyen életformából, a plakuloidból származik.
A három különböző életstratégia ennek megfelelően három különböző lehetséges fejlődési úthoz vezetett:
1. A tengerfenék homokjában élő állatok hozták létre a haladásuk nyomait, melyeket a legkorábbi bizonyítéknak tekintenek állatok életére, és még az ediakara előtti időszakokból is észlelhetők voltak. Ezeket jellemzően kétoldali szimmetriájú férgeknek tulajdonítják, de e hipotézis a plakuloidokból származó állatokat és így a Trichoplax adhaerens közeli rokonait tekinti a nyomok létrehozóinak.
2. Az algákat fotoszintetikusan aktív endoszimbiontaként – tehát tápanyagaikat főként a partnereikkel való szimbiózisból nyerő – magukba foglaló állatok lehettek az ediakara-fauna rejtélyes élőlényei, melyek egyetlen modern állattaxonnak se feleltek meg, és az ediakara időben éltek, a paleozoikum előtt. Azonban újabb tanulmányok szerint néhány ediakara életközösség (például Mistaken Point) mély vízben volt, a fotikus zóna alatt, így nem függhettek az állatok fotoszintetikus endoszimbiontákon.
3. Végül az algaszőnyegeket evő állatok lehettek a korongállatkák közvetlen elődei. Az alakok amőbához hasonló sokasága lehetővé tette a bazális réteg és a zselészerű sejtközi mátrix másodlagos elvesztéséhez. A szubsztrát felé tartó és az azzal ellentétes irányú (ventrális és dorzális) felszín közti differenciáció vezetett a Trichoplax adhaerens eltérő sejtrétegeihez. Így ezek az ekto- és entoderma – a szövetes állatok „külső” és „belső” sejtrétegeinek – analógjai, de nem homológjai, vagyis az egymásnak megfelelő struktúráknak nincs közös evolúciós eredetük.

E hipotézist a Trichoplax adhaerens mitokondriális genomjának más állatokéval való összehasonlítása is támogatta. A hipotézist azonban elvetette a Trichoplax adhaerens teljes genomjának összehasonlítása hat másik állatéval és két rokon, nem állat fajéval, de csak p = 0,07 szinten, ami marginális szignifikanciát jelent.

### Epitheliozoa-hipotézis
Egy pusztán morfológiai jellemzőkön alapuló hipotézis szerint a korongállatkák a szövetes állatok legközelebbi rokonai, a közös taxonjuk, az Epitheliozoa pedig a szivacsok testvércsoportja:
|              | Porifera                                               |
|              |                                                        |
| Epitheliozoa | \| \| Placozoa \| \| \| \| \| \| Eumetazoa \| \| \| \| |
|              | \| \| Placozoa \| \| \| \| \| \| Eumetazoa \| \| \| \| |
|              | Placozoa                                               |
|              |                                                        |
|              | Eumetazoa                                              |
|              |                                                        |

|  | Placozoa  |
|  |           |
|  | Eumetazoa |
|  |           |

A fenti nézet helyes lehet, azonban egyes tanulmányok szerint a Ctenophora az összes többi csoport testvércsoportja lehet. Ez az osztályozás azóta vitatott.
A funkciós morfológiai modellel szemben az Epitheliozoa-hipotézisben a korongállatkák ventrális és dorzális sejtrétegei az ento- és ektoderma – a szövetes állatok két alapvető embrionális sejtrétegének – homológjai. A csalánozók emésztési funkciót betöltő gasztrodermisze vagy a kétoldali szimmetriájú állatok bélepitéliuma entodermális eredetű lehet, míg az ektoderma többek közt a külső hámréteg (epidermisz) elődje. A korongállatkákban a rostos szincítium által kitöltött belső tér pedig más állatok kötőszöveteinek felel meg.
A fentiek alapján e hipotézist támogatta a Trichoplax adhaerens teljes genomjának összehasonlítása hat másik állattal és két rokon, nem állati fajjal.

### Eumetazoa-hipotézis
Egy harmadik, főként molekuláris genetikán alapuló hipotézis szerint a korongállatkák nagyon leegyszerűsödött szövetes állatok. Ennek megfelelően a Trichoplax adhaerens sokkal összetettebb, már izmokkal és idegszövettel rendelkező állatok leszármazottja. Mindkét szövettípus, valamint az epitélium bazális felszíne sokkal később veszett el jelentős másodlagos egyszerűsödéssel.
Számos tanulmány eltérő eredményeket ad a pontos testvércsoport megadásában: az egyik tanulmány szerint a korongállatkák a csalánozók legközelebbi rokonai, míg egy másik szerint a Ctenophora testvércsoportja, és néha a kétoldali szimmetriájú  állatok mellé helyezik. Jelenleg az alábbi kladogramnak megfelelően helyezik el általában:
|            | Placozoa                                                               |
|            |                                                                        |
| Planulozoa | \| \| Cnidaria \| \| \| \| \| \| Bilateria / Triploblastia \| \| \| \| |
|            | \| \| Cnidaria \| \| \| \| \| \| Bilateria / Triploblastia \| \| \| \| |
|            | Cnidaria                                                               |
|            |                                                                        |
|            | Bilateria / Triploblastia                                              |
|            |                                                                        |

|  | Cnidaria                  |
|  |                           |
|  | Bilateria / Triploblastia |
|  |                           |

|            | Placozoa                                                               |
|            |                                                                        |
| Planulozoa | \| \| Cnidaria \| \| \| \| \| \| Bilateria / Triploblastia \| \| \| \| |
|            | \| \| Cnidaria \| \| \| \| \| \| Bilateria / Triploblastia \| \| \| \| |
|            | Cnidaria                                                               |
|            |                                                                        |
|            | Bilateria / Triploblastia                                              |
|            |                                                                        |

|  | Cnidaria                  |
|  |                           |
|  | Bilateria / Triploblastia |
|  |                           |

|            | Placozoa                                                               |
|            |                                                                        |
| Planulozoa | \| \| Cnidaria \| \| \| \| \| \| Bilateria / Triploblastia \| \| \| \| |
|            | \| \| Cnidaria \| \| \| \| \| \| Bilateria / Triploblastia \| \| \| \| |
|            | Cnidaria                                                               |
|            |                                                                        |
|            | Bilateria / Triploblastia                                              |
|            |                                                                        |

|  | Cnidaria                  |
|  |                           |
|  | Bilateria / Triploblastia |
|  |                           |

|            | Placozoa                                                               |
|            |                                                                        |
| Planulozoa | \| \| Cnidaria \| \| \| \| \| \| Bilateria / Triploblastia \| \| \| \| |
|            | \| \| Cnidaria \| \| \| \| \| \| Bilateria / Triploblastia \| \| \| \| |
|            | Cnidaria                                                               |
|            |                                                                        |
|            | Bilateria / Triploblastia                                              |
|            |                                                                        |

|  | Cnidaria                  |
|  |                           |
|  | Bilateria / Triploblastia |
|  |                           |

E kladogramban az Epitheliozoa és az Eumetazoa egymás és a két csíralemezes állatok szinonimái, és a Ctenophora ennek bazális csoportja.
E verziót támogatja a Trichoplax adhaerens összehasonlítása hat másik állatfajjal és két rokon nem állati fajjal. Azonban bordásmedúzákkal nem történt összehasonlítás, így a korongállatkák az elemzett szövetes állatokon kívül vannak.

#### Csalánozótestvér-hipotézis
DNS-összehasonlítások szerint a korongállatkák a csalánozók rokonai, amit planulalárvákból vezettek le (mint néhány csalánozó esetén látható). A kétoldali szimmetriájú állatok is feltehetően planuloidokból származnak. A csalánozók és a korongállatkák testtengelye hasonló, és mindkettejük sejtjei reagálnak azonos neuropeptid-antitestekre, bár a korongállatkák nem rendelkeznek neuronokkal.
|  | \| \| Placozoa \| \| \| \| \| \| Cnidaria \| \| \| \| |
|  |                                                       |
|  | Bilateria / Triploblasztok                            |
|  |                                                       |
|  | Placozoa                                              |
|  |                                                       |
|  | Cnidaria                                              |
|  |                                                       |

|  | Placozoa |
|  |          |
|  | Cnidaria |
|  |          |

|  | \| \| Placozoa \| \| \| \| \| \| Cnidaria \| \| \| \| |
|  |                                                       |
|  | Bilateria / Triploblasztok                            |
|  |                                                       |
|  | Placozoa                                              |
|  |                                                       |
|  | Cnidaria                                              |
|  |                                                       |

|  | Placozoa |
|  |          |
|  | Cnidaria |
|  |          |

|  | \| \| Placozoa \| \| \| \| \| \| Cnidaria \| \| \| \| |
|  |                                                       |
|  | Bilateria / Triploblasztok                            |
|  |                                                       |
|  | Placozoa                                              |
|  |                                                       |
|  | Cnidaria                                              |
|  |                                                       |

|  | Placozoa |
|  |          |
|  | Cnidaria |
|  |          |

|  | \| \| Placozoa \| \| \| \| \| \| Cnidaria \| \| \| \| |
|  |                                                       |
|  | Bilateria / Triploblasztok                            |
|  |                                                       |
|  | Placozoa                                              |
|  |                                                       |
|  | Cnidaria                                              |
|  |                                                       |

|  | Placozoa |
|  |          |
|  | Cnidaria |
|  |          |

|  | \| \| Placozoa \| \| \| \| \| \| Cnidaria \| \| \| \| |
|  |                                                       |
|  | Bilateria / Triploblasztok                            |
|  |                                                       |
|  | Placozoa                                              |
|  |                                                       |
|  | Cnidaria                                              |
|  |                                                       |

|  | Placozoa |
|  |          |
|  | Cnidaria |
|  |          |

|  | \| \| Placozoa \| \| \| \| \| \| Cnidaria \| \| \| \| |
|  |                                                       |
|  | Bilateria / Triploblasztok                            |
|  |                                                       |
|  | Placozoa                                              |
|  |                                                       |
|  | Cnidaria                                              |
|  |                                                       |

|  | Placozoa |
|  |          |
|  | Cnidaria |
|  |          |

|  | \| \| Placozoa \| \| \| \| \| \| Cnidaria \| \| \| \| |
|  |                                                       |
|  | Bilateria / Triploblasztok                            |
|  |                                                       |
|  | Placozoa                                              |
|  |                                                       |
|  | Cnidaria                                              |
|  |                                                       |

|  | Placozoa |
|  |          |
|  | Cnidaria |
|  |          |

|  | \| \| Placozoa \| \| \| \| \| \| Cnidaria \| \| \| \| |
|  |                                                       |
|  | Bilateria / Triploblasztok                            |
|  |                                                       |
|  | Placozoa                                              |
|  |                                                       |
|  | Cnidaria                                              |
|  |                                                       |

|  | Placozoa |
|  |          |
|  | Cnidaria |
|  |          |

## Fordítás
Ez a szócikk részben vagy egészben  a   Placozoa című angol Wikipédia-szócikk ezen változatának fordításán alapul.  Az eredeti cikk szerkesztőit annak laptörténete sorolja fel. Ez a jelzés csupán a megfogalmazás eredetét és a szerzői jogokat jelzi, nem szolgál a cikkben szereplő információk forrásmegjelöléseként.